# Brass
Brass é uma cidade e área de governo local (LGA) no estado Bayelsa, na Nigéria. Possui uma costa de aproximadamente 90 km na Baía de Bonny. Grande parte da área da LGA é ocupada pela Floresta Nacional de Edumanom. Durante o final do século XIX, Brass foi o maior porto e sede consular britânica.
Possui uma área de 1.404 km² e uma população de 185.049 no censo de 2006.
O código postal da área é 562.